# Állománynövelő vadgazdálkodás

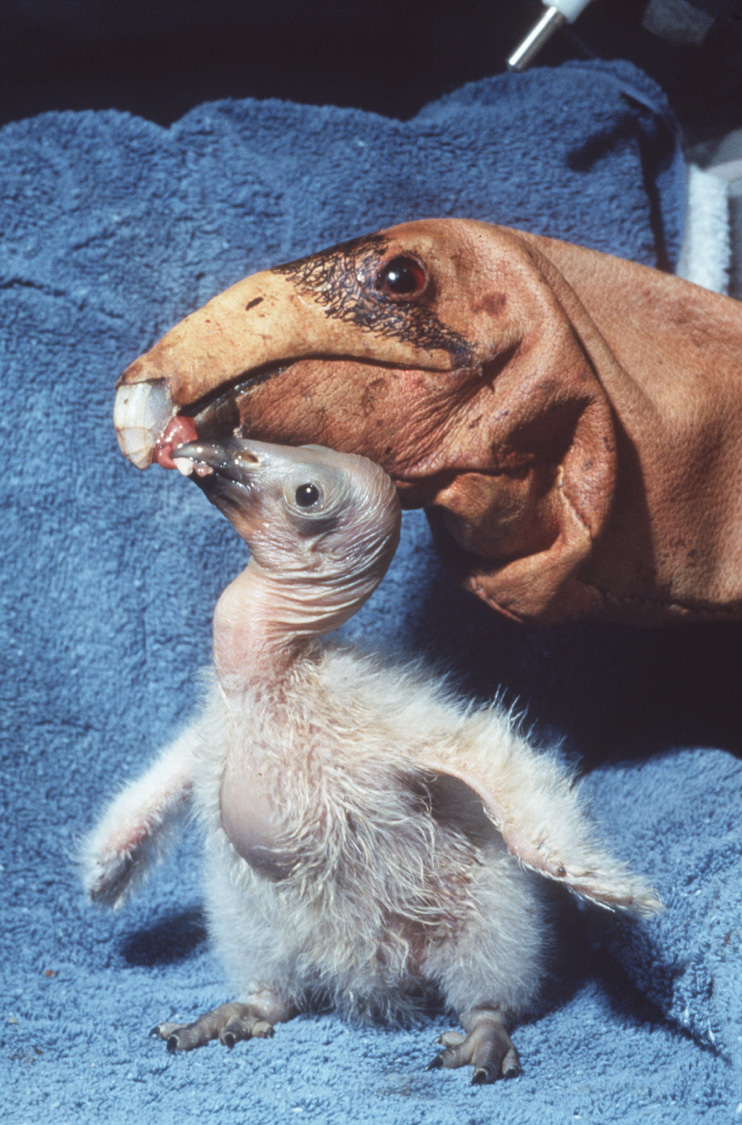
Etetik a befogott kaliforniaikondor-fiókát

Abban az esetben, amikor egy vadállomány létszáma kicsi és esetleg csökken is (ami miatt veszélyeztetetté válhat), a vadgazdálkodási beavatkozások célja az állomány megőrzése és növelése. Ilyenkor állománynövelő gazdálkodásról vagy vadvédelemről beszélnek. A vadgazda az állományt és/vagy az állomány élőhelyét befolyásolhatja. Az állománynövelés eszközei lehetnek:
- élőhelyvédelem, élőhelyjavítás, a táplálékokok kiegészítése (vadföldgazdálkodás, vadtakarmányozás, mesterséges etetés), búvóhelyek és szaporodó helyek létesítése (pl. fészekodúk kihelyezése);
- az állomány egyedeinek kiegészítése pl. mesterségesen nevelt egyedek kibocsátásával (repatriáció), vadból fogott egyedek áthelyezésével (transzlokáció).